# Klockarudden
Klockarudden este o arie protejată (arie specială de conservare — SAC, sit de importanță comunitară — SCI) din Suedia întinsă pe o suprafață de 2,6 ha, integral pe uscat.

## Localizare
Centrul sitului Klockarudden este situat la coordonatele 59°00′50″N 15°29′13″E / 59.0139°N 15.4869°E.

## Înființare
Situl Klockarudden a fost declarat sit de importanță comunitară în iunie 2001 pentru a proteja un număr necunoscut de specii din flora spontană și fauna sălbatică aflate în arealul zonei. Situl a fost protejat și ca arie specială de conservare în martie 2011.

## Biodiversitate
Situată în ecoregiunea boreală, aria protejată conține 2 habitate naturale: Păduri caducifoliate bătrâne naturale hemiboreale fino-scandinave (Quercus, Tilia, Acer, Fraxinus sau Ulmus) bogate în specii epifite, Taiga vestică.
La baza desemnării sitului se află un număr nedeclarat de specii protejate.